# Goldverbot

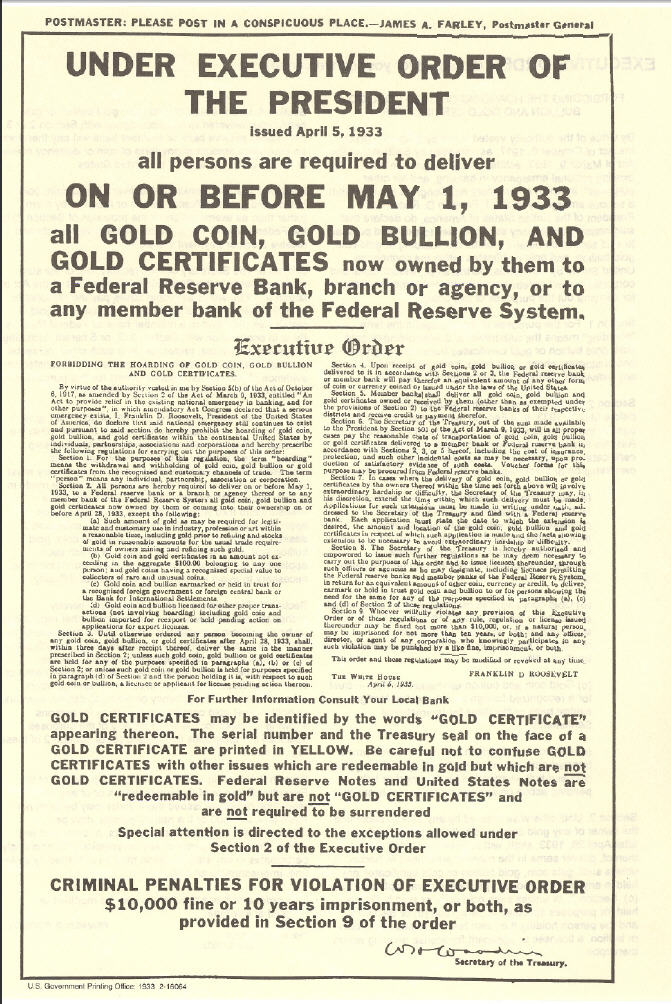
Verfügung des US-Präsidenten zum Goldverbot 1933 (Executive Order 6102)

Ein Goldverbot bedeutet ein privates Handels- und Besitzverbot für das Edelmetall Gold. Hierbei legt eine Regierung gesetzlich fest, dass privater Goldbesitz an staatlichen Annahmestellen abgegeben und gegen Landeswährung eingetauscht werden muss.

## Durchführung
Bei einem Goldbesitzverbot müssen Privatpersonen ihren Besitz an Gold (Münzen, Barren, Nuggets, Zertifikate) an staatlichen Annahmestellen abgeben und erhalten eine Entschädigung in der Landeswährung ausgezahlt. Sie dürfen Gold meist nur noch in Form von Schmuck und Münzsammlungen bis zu einer gesetzlich festgelegten Wertgrenze besitzen. In den USA lag beispielsweise im Jahre 1933 diese Wertgrenze bei 100 US-Dollar (in etwa 150 Gramm Feingold). Ausnahmen bestehen oft für Branchen, in denen mit dem Edelmetall gearbeitet wird, wie Juweliere, Kunsthandwerker und Zahnärzte. Im Dritten Reich gab es – neben dem Verbot des Privatbesitzes – auch ein Verbot des gewerblichen Goldbesitzes.
Ein Besitzverbot wird meist von Regierungen erlassen, wenn sich Staaten in einer Währungskrise befinden. Die Gründe für eine Währungskrise können in schlechten makroökonomischen Fundamentaldaten liegen (zum Beispiel hohe Staatsverschuldung), so dass ein fester Wechselkurs drastisch überbewertet ist. Die Anleger erwarten langfristig eine Korrektur des Paritätskurses und bringen mit ihrer „Spekulation gegen die Währung“ die Krise zum Ausbruch. Weil sie eine starke Abwertung erwarten, meiden sie die unsichere Währung und investieren in Edelmetalle sowie vermeintlich sichere Währungen („Kapitalflucht“). Um die Währung zu stützen, erlassen Regierungen Gesetze und Verordnungen, die eine Erfassung sowie Einziehung von Edelmetallen (Gold, Silber, Platin) und Devisen zum Ziel haben. Die Goldablieferungspflicht dient außerdem dazu, mit dem abgelieferten Gold lebenswichtige Importe zu finanzieren.
Das Goldverbot ist meistens verbunden mit strafrechtlichen oder ordnungsrechtlichen Sanktionsdrohungen. Besitzverbote sind als Eingriffe in das Grundrecht auf Eigentum besonderen Voraussetzungen der Rechtmäßigkeit unterworfen. Sie sind in der Regel nicht sehr effektiv, da viele Privatpersonen ihre Goldbestände nicht angeben oder auch nicht abliefern. Wo der Goldbesitz verboten ist, blüht entweder der Goldschmuggel, der die schwarzen Märkte – gegen ein entsprechendes Aufgeld – versorgt, oder die Bürger kaufen das Gold im Ausland.

## Geschichte
Verbote und Beschränkungen des privaten Gold- und Silberbesitzes gab es in der Geschichte in allen Gesellschaftssystemen, angefangen von der klassischen Antike über die mittelalterlich-feudale Gesellschaft bis zu den sozialistischen Staaten und Entwicklungsländern der Neuzeit. Es gab sie nicht nur in totalitären Diktaturen, sondern auch in demokratischen Ländern.

### Antike

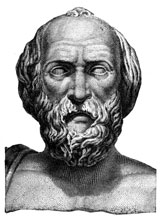
Lykurg soll um 800 v. Chr. den Besitz von Gold- und Silbermünzen untersagt haben.

Im Alten Ägypten war nach einer Königsinschrift aus der Zeit der 19. Dynastie (1292–1186 v. Chr.) der private Besitz von Gold verboten, da Gold als königliches Metall (Fleisch der Götter) galt. Es wurde von den Heiligtümern verwaltet, und nur Pharaonen und Priester trugen es als Stellvertreter der Götter auf Erden bei der Ausübung ihrer Religion.
In Sparta durfte die Bevölkerung nicht am Geschäftsleben teilhaben. Der Besitz von Gold und Silber war lange Zeit verboten, was durch Hausdurchsuchungen streng kontrolliert wurde. Als durch Lysander nach 404 v. Chr. große Mengen an Tributen nach Sparta kamen, wurde auf privaten Besitz von Edelmetall die Todesstrafe gesetzt. Die Datierung des Gold- und Silbergeldverbots in Sparta ist umstritten. Aus Überlieferungen von Xenophon, Plutarch und Iustinus ist bekannt, dass erstmals Lykurg um 800 v. Chr. den Besitz von Gold- und Silbermünzen untersagt haben soll. Nach heutigem Forschungsstand stammt das ‚lykurgische Verbot‘ wahrscheinlich aus der Zeit zwischen 550 und 520 v. Chr. Eigene Münzen begann der Staat erst um 300 v. Chr. zu prägen. Das Verbot war aber längst umgangen worden und trat bald danach außer Kraft.
Im Römischen Reich waren infolge der Bürgerkriege die Kreditverhältnisse gestört. Gaius Iulius Caesar versuchte die Schuldenkrise durch Reformen zu lösen. Er erließ zunächst die Zinsen und ordnete an, dass in Streitfällen Schiedsrichter das Vermögen der Schuldner einschätzen sollten. Da nun viele ihr Geld horteten, verbot Caesar 49 v. Chr. nach Angaben von Cassius Dio, dass irgendeine Person mehr als 15.000 Denaren (= 60.000 Sesterz) in Gold oder Silber besitzen dürfe. Seine Maßnahmen erwiesen sich als unzulänglich, weil sie ohne Kontrolle nicht durchführbar waren.

### Mittelalter

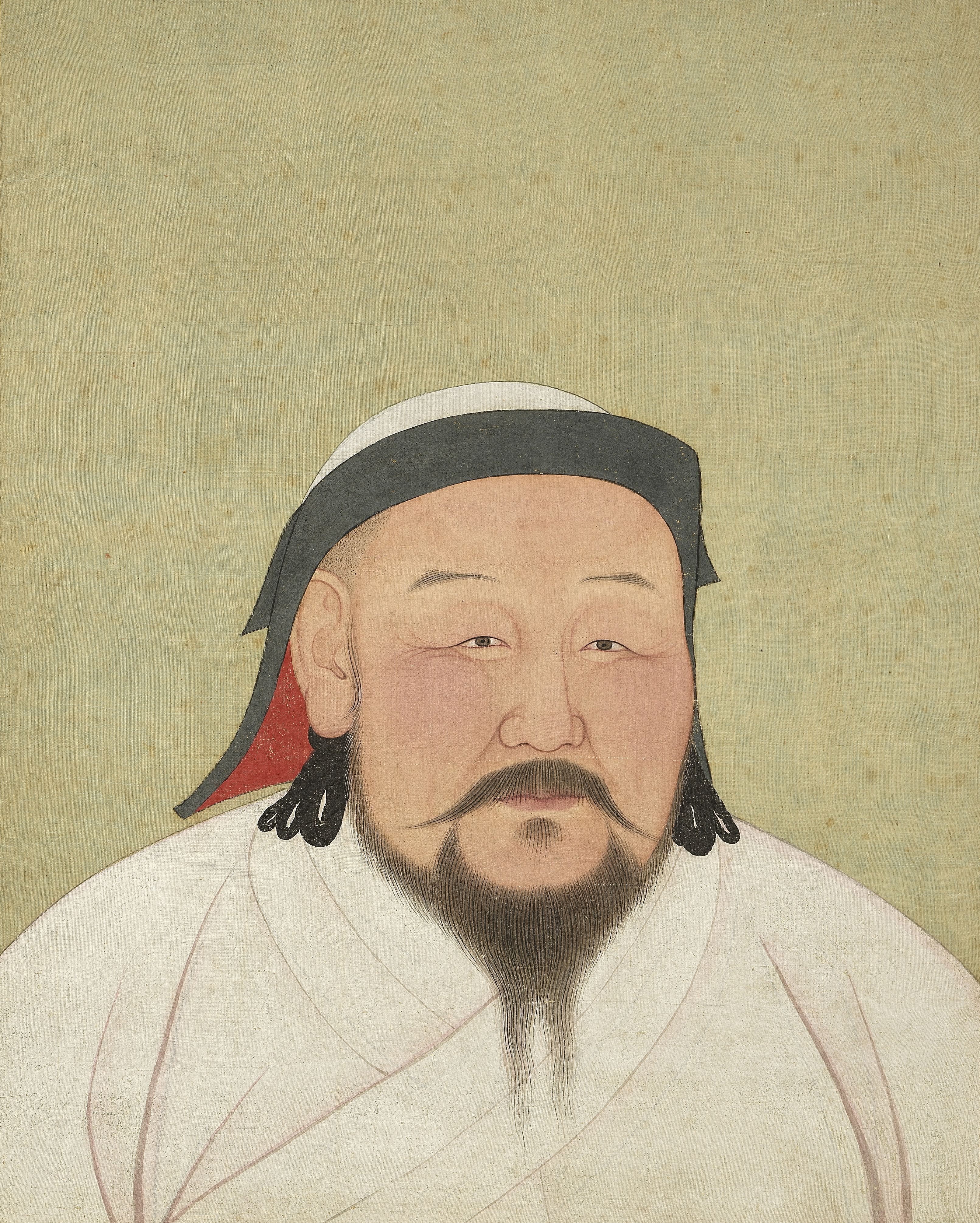
Kublai Khan verbot 1273 den Privatbesitz von Gold und Silber.

Im Kaiserreich China begann die Zentralregierung 1024 monopolisiert offizielle staatliche Banknoten in Umlauf zu bringen. Sie waren durch kaiserliches Gold und Silber gedeckt und konnten sich im 12. Jahrhundert als wichtigstes Zahlungsmittel etablieren. Der mongolische Herrscher Kublai Khan, Kaiser von China und Gründer der Yuan-Dynastie, schaffte 1273 die Edelmetalldeckung ab und führte damit die weltweit erste Fiat-Währung ein. Der Besitz von Gold und Silber war verboten, beide Metalle mussten restlos der Regierung übergeben werden. Übermäßiger Banknotendruck führte immer wieder zu erheblicher Inflation, denen 1287 und 1309 nur mit einer Währungsreform begegnet werden konnte.
Gegen Ende des 13. Jahrhunderts versuchte König Gaichatu von Persien, die durch seinen extravaganten Lebensstil und eine durch Rinderpest entleerte Staatskasse durch die Emission von Fiatgeld wieder zu füllen. Am 13. August 1294 ließ er verkünden, dass jeder, der das neue Papiergeld nicht akzeptiere, mit dem Tode bestraft werde. Gold und Silber in Privatbesitz sollten dem Staat übergeben werden. Die iranische Papiergeldemission zielte, analog wie dies in China unter Kublai Khan der Fall war, darauf hin, das gesamte Edelmetall des Landes dem damals aller Barmittel entblößten Staatsschatz zuzuführen und auf diese Weise der Regierung, politisch und wirtschaftlich, völlige Unabhängigkeit zu sichern. So gut wie keiner der Untertanen hatte Aussicht, sein der Reichskasse übergebenes Edelmetall jemals wieder für Papiergeld zurückzuerhalten. Das Experiment wurde nach zwei Monaten eingestellt und war ein totaler Fehlschlag. Der Handel kam zum Erliegen, und es brachen Unruhen auf den Basaren aus. Dem König blieb keine andere Wahl, als seine Proklamation zu widerrufen. Er wurde kurz darauf ermordet.
Die Papiergeldentwertung in China setzte sich während der Ming-Dynastie fort, weshalb Kaiser Hongwu den Besitz von Gold und Silber 1375 erneut verbot. 1450 wurde der Neudruck von Banknoten ausgesetzt und erst ein Jahr vor dem Fall der Dynastie, 1643, wiederaufgenommen. Wegen der traditionellen Instabilität der staatlichen Währung wurden wichtigere Transaktionen meist über eigene, private Zahlungssysteme abgewickelt. Die Instabilität lag vor allem in der mangelnden Konvertierbarkeit begründet, das heißt, der Wert des Papiergelds unterlag immer Zwangsmaßnahmen, der Regulierung und Manipulation des Staates und nicht volkswirtschaftlichen Prinzipien.

### Frühe Neuzeit
In Frankreich war 1720 unter John Law, Generalkontrolleur der Finanzen von König Ludwig XV., der Privatbesitz von Gold verboten. Law vertrat die Auffassung, mittels ungedeckter Banknoten könne der Staatsreichtum vermehrt werden. Damals wurde Papiergeld erstmals in großem Stil verwendet. Edelmetalle waren in der Bevölkerung als Geld anerkannt, Banknoten aber nicht. Folglich erließ Law am 27. Februar 1720 ein Edikt, das den privaten Besitz von mehr als 500 Livre Gold und Silber verbot. Banknoten waren ab sofort das einzige legale Zahlungsmittel. Die erheblich gestiegene Geldmenge des Papiergeldes und der allmählich eintretende Vertrauensverlust in die neue künstliche Währung führte zu Inflation. Investoren tauschten das Papiergeld in Aktien, Immobilien und Land, deren Preise stiegen (siehe Mississippi-Blase). Die Spekulationsblase platzte, der Wert der Anlagen sank ebenso rasch wie das Vertrauen in das Papiergeld. Die mangelnde Kontrolle über die Papiergeldausgabe führte bald dazu, dass das Notengeld samt den Banken im November 1720 abgeschafft wurden und Frankreich zum Münzstandard zurückkehrte.
Während der französischen Revolution ab 1789 wurden Assignaten (= Papiergeld) und Scheidemünzen plötzlich nicht mehr vollwertig oder gar nicht mehr in Kurantmünzen eingelöst und zum Zwangskurs im Umlauf gehalten. Mit der Zeit wurden immer mehr Assignaten in Umlauf gebracht, wodurch sie stark an Wert verloren, wozu auch die allgemeine politische Instabilität beitrug. Das Sinken des Wertes der Assignaten drückte sich zunächst durch das Agio aus, das auf Gold- und Silbermünzen gezahlt wurde. Die Regierung suchte daher durch Verbote der Agiotage den Kurs des Papiergeldes zu halten. Für den einfachen Bürger war es bei hoher Strafe untersagt, mit Gold- oder Silbergeld zu bezahlen oder zu handeln. Es sollte vielmehr an den Staat gegen Assignaten abgeliefert werden, um so die Akzeptanz des Papiergeldes als allgemeines Zahlungsmittel zu erzwingen.
Am 11. April 1793 erschien in Paris eine Verordnung, nach der der Handel mit Gold- und Silbermünzen verboten wurde. Am 1. August 1793 wurden schwere Strafandrohungen auf die Annahmeverweigerung von Assignaten verkündet. Die Strafen wurden in weiteren Erlassen immer mehr verschärft, schließlich bis zur Todesstrafe durch die Guillotine. Wer diese Gesetze übertrat, wurde zum Feind der Republik erklärt. Im April 1795 sank der Wert der Assignaten auf acht Prozent. Viele Kaufleute weigerten sich daraufhin, Papiergeld anzunehmen, wodurch die in Assignaten bezahlten Arbeiter verarmten. Am 18. März 1796 wurden die Assignaten aus dem Verkehr gezogen.

### 20. Jahrhundert

#### Überblick

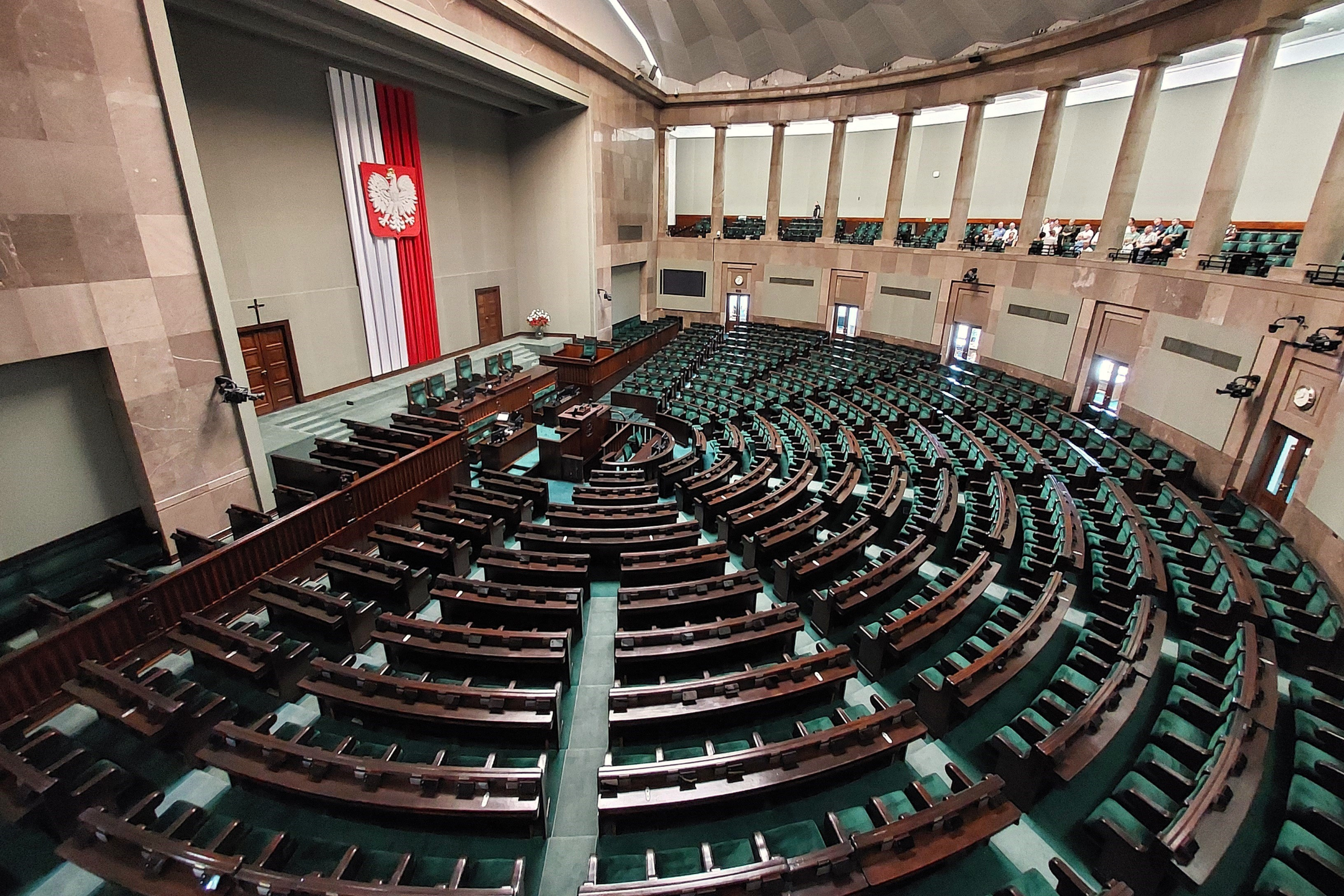
Der polnische Sejm verbot 1950 den privaten Goldbesitz.

Im 20. Jahrhundert wurden in einigen demokratischen Ländern Goldverbote verhängt. Beispiele hierfür sind in der Zwischenkriegszeit die Weimarer Republik 1923, die USA 1933 und Frankreich 1936 sowie in der Nachkriegszeit Indien 1963 und Großbritannien 1966. Noch 1973 war in über 120 Staaten der Erde der private Goldbesitz von Restriktionen betroffen. Im Zusammenhang mit dem Ende des Bretton-Woods-Systems, das vom goldhinterlegten US-Dollar als Leitwährung bestimmt war, wurden die meisten Beschränkungen aufgehoben. Die Goldverbote in vielen sozialistischen Ländern blieben bestehen. Sie wurden erst zwei Jahrzehnte später mit dem wirtschaftlichen Zusammenbruch des Ostblocks außer Kraft gesetzt.
In der Sowjetunion war der Besitz, Kauf und Verkauf von Goldbarren und -münzen für Privatpersonen seit 1918 verboten. Der Umlauf aller Edelmetalle in jeder Form und Art stand unter strenger staatlicher Kontrolle. Bei Zuwiderhandlungen drohten drastische Strafen bis zur Androhung der Todesstrafe. Fast alle privaten Münzsammlungen wurden von der sozialistischen Regierung beschlagnahmt und auf die verstaatlichten Museen verteilt. Einige Sammlungen konnten in das Ausland gebracht werden, andere wurden geraubt oder sind verlorengegangen. Der Mitarbeiter des Moskauer Künstlertheaters A. V. Gavrilow schrieb in seinem Tagebuch: „Den 24. August 1939. Vorige Woche führte man bei vielen Schauspielern und Angestellten des Theaters Haussuchungen durch – Silbermünzen wurden beschlagnahmt. Beim alten Platzanweiser G. F. Leontjew, der Münzen sammelte, wurden gegen 100 Silberrubel und ausländische Devisen gefunden. Er wurde erschossen – darüber schrieben die Zeitungen. Manche sitzen im Gefängnis.“ Erst 1987, während der Zeit der Perestroika, hob die Regierung die meisten Restriktionen für Privatpersonen wieder auf.
In Polen erließ der Sejm am 28. Oktober 1950 ein Gesetz über das Verbot des Besitzes von fremden Valuten, Goldmünzen, Gold und Platin sowie über die Verschärfung der Strafen für einige Devisenstraftaten. Die Regierung ordnete die sofortige Ablieferung der Edelmetalle und den sofortigen Umtausch zum amtlichen Kurs in Złoty an. Diese Maßnahme hatte trotz der Androhung schwerer Strafen keinen Erfolg und wurde von der Bevölkerung meistens ignoriert. Das Verbot blieb für 38 Jahre, bis zum 15. März 1989, in Kraft. Rückblickend schrieb im Januar 1989 eine polnische Rechtszeitschrift: „Man wird wahrscheinlich in unserer Gesetzgebung schwerlich einen Rechtsakt finden (…), der so oft wie dieser verletzt, missachtet oder übergangen wurde.“
In der Volksrepublik China begann die Regierung 1949 mit der Einziehung von Gold und Silberdollar. Sie erließ ein Gesetz, das inländischen Bürgern den Besitz von Gold (außer Schmuck), Silberdollar und ausländischer Währung verbot. Sämtliche Edelmetalle und Devisen mussten an die Chinesische Volksbank verkauft werden. Ab dem 1. September 1982 durften Privatpersonen wieder Goldschmuck erwerben. Im gleichen Jahr begann die Zentralbank mit der Ausgabe des Goldpanda, einer Goldmünze zu Anlagezwecken. Am 15. Juni 1983 legalisierte der Staat den privaten Gold- und Silberbesitz. Der Handel mit Edelmetallen blieb für die Bevölkerung verboten. Mit der Eröffnung der Shanghai Gold Exchange am 30. Oktober 2002 wurde das Handelsverbot für private Investoren aufgehoben.

#### Deutschland 1923 bis 1955

##### Verbot in der Weimarer Republik

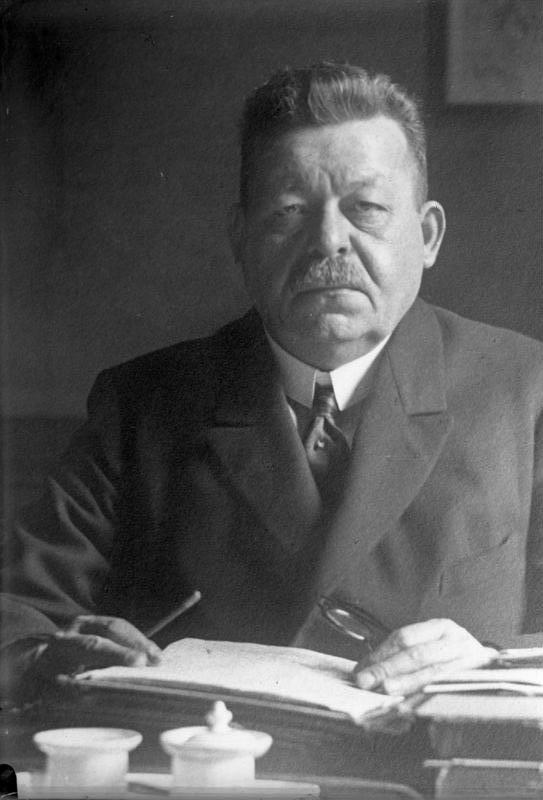
Reichspräsident Friedrich Ebert verbot 1923 den Privatbesitz von Gold, Silber und Platin.

Auf dem Höhepunkt der deutschen Inflation von 1914 bis 1923 erließ die Reichsregierung eine ganze Reihe von Gesetzen und Verordnungen, die in erster Linie eine Unterbindung der Spekulation mit Valuten und eine (zwangsweise) Erfassung sowie Einziehung von Edelmetallen und Devisen im Inland sowie von Vermögenswerten im Ausland zum Ziel hatte. Durch die Regierung von Reichskanzler Wilhelm Cuno (parteilos) ergingen unter dem Eindruck des katastrophalen Währungsverfalls eine Reihe von Verordnungen, die den Handel mit Gold und Devisen beschränkten. Zuwiderhandlungen wurden bestraft, die inkriminierten ausländischen Zahlungsmittel konnten eingezogen werden.
Die Verordnung auf Grund des Notgesetzes (Maßnahmen gegen die Valutaspekulation) vom 8. Mai 1923 erlaubte der Reichsbank, Edelmetalle (Gold, Silber, Platin, Platinmetalle) und ausländische Währungen aus Privatbesitz für das Deutsche Reich zu proklamieren.
Durch die Verordnung über Termingeschäfte und den Handel mit Dollarschatzanweisungen zum Einheitskurs vom 3. Juli 1923 wurden Termingeschäfte in Zahlungsmitteln oder Forderungen in ausländischer Währung, in Edelmetallen sowie in inländischen und ausländischen Effekten gegen Reichsmark oder Wertpapiere, die auf Reichsmark lauteten, verboten. Geschäfte, die gegen dieses Verbot verstießen, waren nichtig.
Zunächst fortgesetzt wurde der auf Art. 48 II WRV gestützte Erlass der Devisenverordnungen unter dem ersten Kabinett Stresemann. Mit der Verordnung über die Ablieferung ausländischer Vermögensgegenstände des Reichspräsidenten Friedrich Ebert (SPD) vom 25. August 1923 wurde eine bereits bestehende gesetzliche Zwangsanleihe zur Verhinderung der Hortung von Edelmetallen und Devisen durch eine Herausgabepflicht von Gold, Silber und Devisen aus Privatbesitz ergänzt. Die Ablieferung hatte innerhalb von drei Wochen zu erfolgen. Die Frist wurde später noch mehrmals verlängert. Die Ablieferungspflicht bestand nicht, sofern der abzuliefernde Betrag 10 Goldmark nicht überstieg. Bei einem Verstoß gegen die Bestimmungen drohten Freiheits-, Geld- und Ordnungsstrafen.
Dem schloss sich am 7. September 1923 eine Verordnung zur Erfassung von Devisen an, die einen von der Reichsregierung zu ernennenden Kommissar zur Anforderung von Auskünften, Vorladungen, Einziehung von Vermögensgegenständen und zur Festsetzung von drakonischen Strafen ermächtigte. Das Amt des Kommissars für Devisenerfassung wurde Hermann Fellinger (1884–1957), Ministerialrat im preußischen Handels- und Gewerbeministerium, übertragen. Die von der Verordnung erfassten Verfügungsberechtigten wurden im Rahmen wirtschaftlicher Vertretbarkeit zur Herausgabe sämtlicher ausländischer Zahlungsmittel, Forderungen und Edelmetalle an das Reich verpflichtet. Bei Zuwiderhandlungen drohten Freiheitsstrafen bis zu zehn Jahren Zuchthaus, Geldstrafen in unbeschränkter Höhe, Beschlagnahme des gesamten Vermögens und Ordnungsstrafen bis zu 10.000 Goldmark. Neben der Strafe konnte angeordnet werden, dass die Verurteilung auf Kosten des Schuldigen öffentlich bekannt gemacht wird.

##### Auswirkungen und Aufhebung
Die Verordnung vom 7. September 1923 setzte die in der Weimarer Verfassung festgeschriebenen Grundrechte der Art. 115 WRV (Unverletzlichkeit der Wohnung), Art. 117 WRV (Brief-, Post-, Telegraphen- und Fernsprechgeheimnis) und Art. 153 WRV (Eigentumsgewährleistung) außer Kraft. Es kam zu Razzien der Polizei in Cafés und Restaurants, wobei die Besucher gezwungen wurden, ihre Geldbeutel zu öffnen. Ausländische Währungen wurden hierbei sofort beschlagnahmt.
Am 18. September 1923 unternahm die Berliner Polizei auf Ersuchen des Kommissars für Devisenerfassung eine großangelegte Durchsuchung in Restaurants und Cafés der Friedrichstadt und des Berliner Westens. Das Berliner Tageblatt schrieb einen Tag später: „Im allgemeinen hat sich die Razzia glatt abgewickelt. Verhaftungen sind nicht vorgekommen, da von den überraschten Devisenbesitzern auch ein – übrigens zweckloser – Widerstand gar nicht versucht worden ist… Es wurden neben Dollars und britischen Pfunden Geldsorten fast aller europäischen Staaten beschlagnahmt.“
Diese Razzien mussten nicht nur in Berlin, sondern in allen deutschen Großstädten veranstaltet werden. Hans Ostwald schrieb 1931 in „Sittengeschichte der Inflation“: „Ständig kamen Nachrichten über Razzien aus der deutschen Provinz. Sehr ertragreich war z. B. eine Razzia in Leipzig am 23. September 1923. Auch sie brachte allerlei Ausländer, Devisenschieber und Leute ohne Ausweis ans Tageslicht und ins Polizeipräsidium.“
Täglich zog die Polizei über die Märkte deutscher Städte, um Spekulanten zu stellen – meistens jedoch ohne Erfolg. Auch das Publikum von Banken und Sparkassen wurde nach Gold und Devisen durchsucht. Zu flächendeckenden Hausdurchsuchungen ist es aufgrund der Instabilität der Weimarer Republik in dieser Zeit nicht gekommen. Viele Privatpersonen deklarierten ihre Sorten- und Edelmetallbestände nicht oder lieferten sie auch nicht ab. Für Vermögensbesitzer gab es Mittel und Wege, um Kapital zu verstecken oder im Ausland unterzubringen. Die Verordnung zur Erfassung von Devisen vom 7. September 1923 blieb bis zum 31. Oktober 1924 in Kraft.
Am 25. März 1925 erklärte das Reichsgericht in seinem Urteil, dass die Ablieferungspflicht von Gold, Silber und Devisen vom 25. August 1923 einer Enteignung begrifflich sehr nahe komme. Deshalb sei diese Pflicht einer Enteignung gleichzusetzen, und demgemäß finde Art. 153 Abs. 2 WRV Anwendung. Abs. 2 enthält eine Vermögensgarantie, denn er gewährleistet dem Bürger für den Fall der Enteignung durch Landeshoheitsakt eine angemessene Entschädigung.
Gegen Ende des Jahres 1924 wurden die meisten Devisennotverordnungen der Inflationszeit aufgehoben und eine ganz neue Devisenverordnung geschaffen. Diese Devisenverordnung vom 8. November 1924 enthielt noch wesentliche Einschränkungen, die den Zweck haben sollten, die deutsche Währung zu schützen. Am 1. Mai 1926 wurde das Devisenhandelsverbot vom 3. Juli 1923 (in der Fassung vom 8. November 1924) außer Kraft gesetzt. Am 6. März 1931 hob Reichspräsident Paul von Hindenburg (parteilos) auch die Verordnung über die Ablieferung ausländischer Vermögensgegenstände vom 25. August 1923 auf. Damit war nach acht Jahren Unterbrechung wieder der Privatbesitz von Gold und Silber erlaubt.

##### Erneute Restriktionen

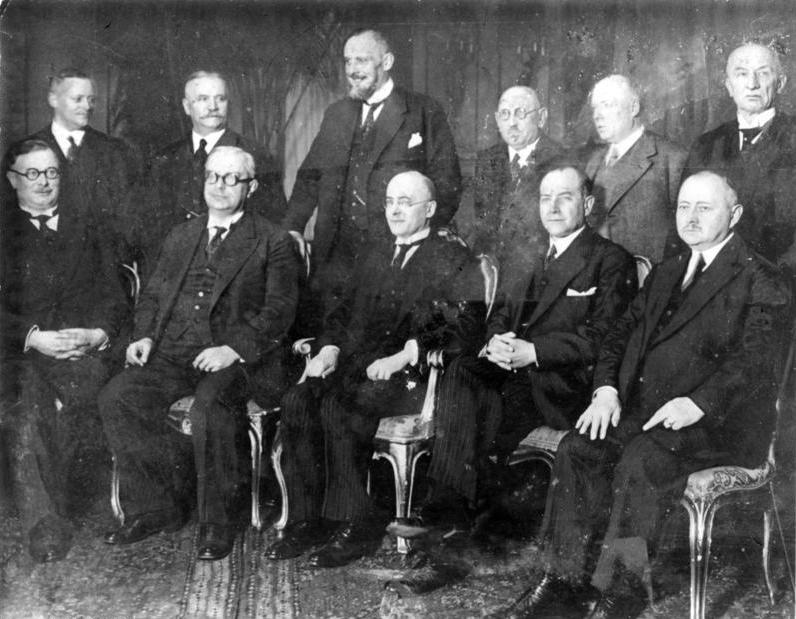
Das Kabinett Brüning I beschränkte 1931 erneut den privaten Goldbesitz.

Wenige Monate nach der Aufhebung des Verbots war der private Gold- und Devisenbesitz erneut von Restriktionen betroffen. Wegen der Weltwirtschaftskrise und Rückzahlungsforderungen internationaler Kreditgeber beschränkte die Präsidialregierung unter Heinrich Brüning (Zentrum) den freien Kapitalverkehr. Sie erließ 1931 mehrere Verordnungen zur Devisenzwangsbewirtschaftung und führte eine Reichsfluchtsteuer ein. Zudem sah sie sich zu einer einschneidenden Sparpolitik gezwungen und erhöhte die Einkommensteuer. Sie löste mit diesen Maßnahmen eine starke Kapitalflucht ins Ausland aus. Vermögende Auswanderungswillige, die als Steuerzahler auszufallen drohten, sollten durch die Reichsfluchtsteuer von ihrem Vorhaben abgehalten werden.
Beginnend mit der Verordnung gegen die Kapital- und Steuerflucht vom 18. Juli 1931 bis hin zum Gesetz gegen den Verrat der Deutschen Volkswirtschaft vom 12. Juni 1933 wurde der Besitz von Devisen und Gold (außer Kurs gesetzte Goldmünzen, Feingold und legiertes Gold) durch eine Anzeigeverpflichtung und den Zwangsverkauf an die Reichsbank beschränkt. Kursfähige Goldmünzen waren nicht betroffen.
Erstmals wurde in der Verordnung gegen die Kapitalflucht vom 21. Juli 1931 eine Anbietungs- und Ablieferungspflicht festgelegt, jedoch nur für Werte von über 20.000 RM (in heutiger Kaufkraft 96.580 EUR), die nach dem 12. Juli 1931 erworben wurden. Unter dem Druck der wachsenden Devisenschwierigkeiten hob die Reichsregierung diese Festsetzung allerdings bald wieder auf.
In der Verordnung vom 29. August 1931 erfolgte eine Senkung der Freigrenze auf 1.000 RM (in heutiger Kaufkraft 4.830 EUR) und in der Verordnung vom 2. Oktober 1931 dann eine Herabsetzung der Grenze auf 200 RM (in heutiger Kaufkraft 970 EUR), und zwar im letzten Fall mit der Bestimmung, dass alle Werte von über 200 RM, die Privatpersonen nach dem 12. Juli 1931 erworben hatten, der Reichsbank oder einem von ihr ermächtigten Kreditinstitut angeboten und auf Verlangen verkauft werden müssen.

##### Verbot des Privatbesitzes in der Zeit des Nationalsozialismus

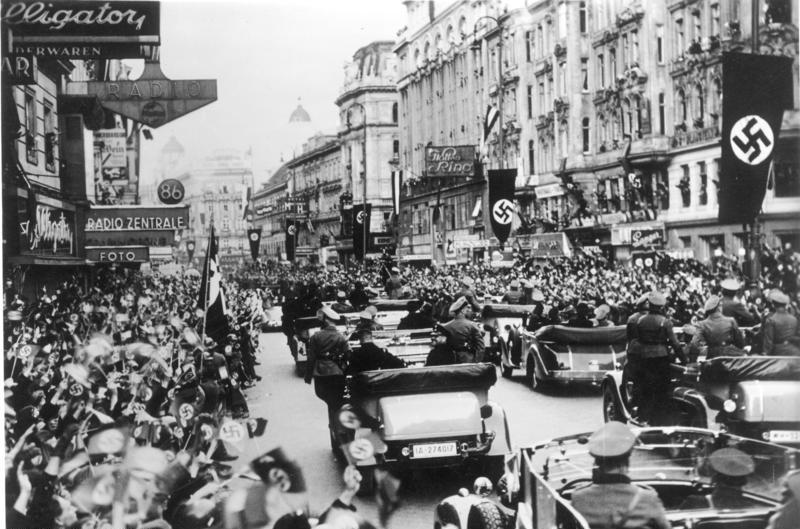
Wagenkolonne Adolf Hitlers am 15. März 1938 in Wien. Mit dem Anschluss Österreichs an das Deutsche Reich musste alles Gold des Landes abgeliefert werden.

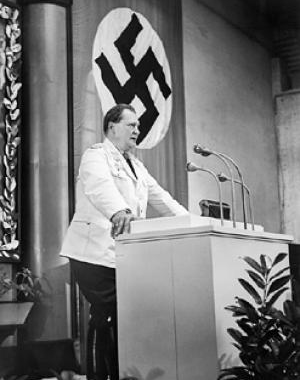
Hermann Göring ordnete 1936 eine Ablieferungspflicht für Gold an.

Im April 1936 wurde Hermann Göring Rohstoff- und Devisenkommissar und im Oktober 1936 Beauftragter für den Vierjahresplan. Er war zur Durchführung von Maßnahmen verantwortlich, die zu einer Verbesserung der Devisenlage im Deutschen Reich führen sollten. Am 28. Oktober 1936 ordnete Göring eine Ablieferungspflicht für Gold, ausländische Zahlungsmittel und Forderungen in ausländischer Währung bis zum 30. November des Jahres an. Gold im Sinne dieses Gesetzes waren außer Kurs gesetzte Goldmünzen, Feingold und legiertes Gold, roh oder als Halbfabrikat, nicht aber Plaqué, Alt- und Bruchgold.
Am 1. Dezember 1936 erließ Göring das Gesetz gegen Wirtschaftssabotage, das die Todesstrafe für die Schädigung der deutschen Volkswirtschaft durch Devisenschiebung androhte. Das Gesetz richtete sich gegen die Kapitalflucht in das Ausland und das Belassen von Vermögenswerten im Ausland. Hiermit wurden alle deutschen Kapitalbesitzer unter Androhung der Todesstrafe aufgefordert, ihre Auslandsguthaben nach Deutschland zurückzuführen. Die Ablieferungspflicht wurde durch das Gesetz zur Gewährung von Straffreiheit bei Devisenzuwiderhandlungen vom 15. Dezember 1936 unterstützt. Die Gewährung von Straffreiheit bis zum 31. Januar 1937 veranlasste viele Privatpersonen, ihre bisher zurückgehaltenen Gold- und Devisenbestände an die Reichsbank zu verkaufen.
Am 13. März 1938 erfolgte der Anschluss Österreichs an das nationalsozialistische Deutschland, offiziell vollzogen durch das Gesetz über die Wiedervereinigung Österreichs mit dem Deutschen Reich. Nur zwei Monate später, am 25. Mai 1938, wurde im Reichsgesetzblatt die Außerkurssetzung der Bundesgoldmünzen im Nennbetrag von 100 Schilling und 25 Schilling sowie der Silberscheidemünzen im Nennbetrag von 5 Schilling und 2 Schilling des Landes Österreich verfügt. Am 16. Juli 1938 folgte die Verordnung über die Außerkurssetzung der deutschen Reichsgoldmünzen zu 10 und 20 Mark. Die Reichs- und Landeskassen nahmen die Münzen bis zum 15. August 1938 zu ihrem Nennwert in Zahlung.
Mit der Verordnung über die Ablieferung außer Kurs gesetzter in- und ausländischer Goldmünzen vom 16. Juli 1938 mussten alle Goldmünzen des Deutschen Reiches und Österreichs bis zum 1. September 1938 der Reichsbank verkauft werden. Die Anbietungs- und Ablieferungspflicht diente offiziell „zur Vereinheitlichung des bisher im alten Reichsgebiet und in Österreich geltenden Rechts und um das in den Münzen enthaltene Gold für die deutsche Volkswirtschaft nutzbar zu machen.“ In Wirklichkeit wurde das Gold hauptsächlich für die Außenfinanzierung der Aufrüstung verwendet und entlastete die geringen Goldreserven der Reichsbank.
Der Anbietungs- und Ablieferungszwang galt nur für das im Devisenbewirtschaftungsgesetz genau definierte Gold, nicht aber für Goldschmuck in Privatbesitz, der zu keinem Zeitpunkt in Deutschland abgegeben werden musste. Eine Ausnahme wurde für die jüdische Bevölkerung gemacht. Nach der Verordnung des Beauftragten für den Vierjahresplan Hermann Göring vom 21. Februar 1939 hatten alle Juden die in ihrem Eigentum befindlichen Gegenstände aus Gold, Platin oder Silber sowie Edelsteine und Perlen binnen zwei Wochen an die vom Reich eingerichteten Ankaufstellen abzuliefern. Die Abgabefrist wurde später bis zum 31. März 1939 verlängert. Die Bewertung und Zahlung einer Entschädigung sollte die Ankaufstelle vornehmen. Grundlage für dieses Gesetz bildete die Verordnung über die Anmeldung des Vermögens von Juden vom 26. April 1938.
Ab 1938 wurden deutsche Devisenschutzkommandos in Österreich, im Sudetenland sowie im Zweiten Weltkrieg in Polen und den besetzten westlichen Staaten tätig, um als meldepflichtig erklärte Devisen, Aktien, Gold und Diamanten aus Privatbesitz zu beschlagnahmen oder einem Zwangsankauf zuzuführen. Diese Kommandos wurden mit Beamten der Zollfahndungsstellen der Reichsfinanzverwaltung besetzt und vom Devisenfahndungsamt geführt, das dem Geheimen Staatspolizeiamt unter Reinhard Heydrich angegliedert war.

##### Verbot des gewerblichen Besitzes
Am 13. September 1939, wenige Tage nach Ausbruch des Zweiten Weltkrieges, erfolgte durch drei Anordnungen der Reichsstelle für Edelmetalle eine vollständige Beschlagnahme von Edelmetallen, die sich im Besitz gewerblicher Unternehmen befanden. Die Reichsstelle für Edelmetalle war am 12. Juli 1935, damals noch als Überwachungsstelle für Edelmetalle, errichtet worden und unterstand dem Reichswirtschaftsministerium.
Durch die Anordnungen Nummer 18 und 19 waren eine Meldepflicht und ein Verfügungsverbot für Platin und Platinbeimetalle (Palladium, Rhodium, Ruthenium, Iridium und Osmium) sowie für Silber ergangen und durch die Anordnung Nummer 20 eine Beschlagnahme von Gold eingeführt worden. Das betraf sowohl Feinedelmetalle, Halbfabrikate und Scheidematerialien als auch Fertigerzeugnisse von Spinndüsen aus einer Gold-Platin-Legierung, wie sie in der Chemiefaserindustrie eingesetzt wurden, bis zum Schmuckstück.
Fertigwaren aus Gold, soweit sie sich im Eigentum von Einzelhändlern befanden, durften ohne Genehmigung der Reichsstelle für Edelmetalle weder verkauft noch sonst irgendwie verwertet werden. Sie mussten ab dem 14. September 1939 innerhalb von 10 Tagen der Reichsbank angeboten und auf Verlangen verkauft und übertragen werden. Fertigwaren ganz oder teilweise aus Gold mit einem Verkaufswert von über 300 Reichsmark für den einzelnen Gegenstand durften an den Verbraucher nur gegen Vorlage einer gültigen Kennkarte abgegeben werden. Grundsätzlich zielten die drei Anordnungen auf eine vollständige Kontrolle des Staates über sämtliche geschäftlichen und innerbetrieblichen Transaktionen ab.

##### Außerkurssetzung der Gold- und Silbermünzen

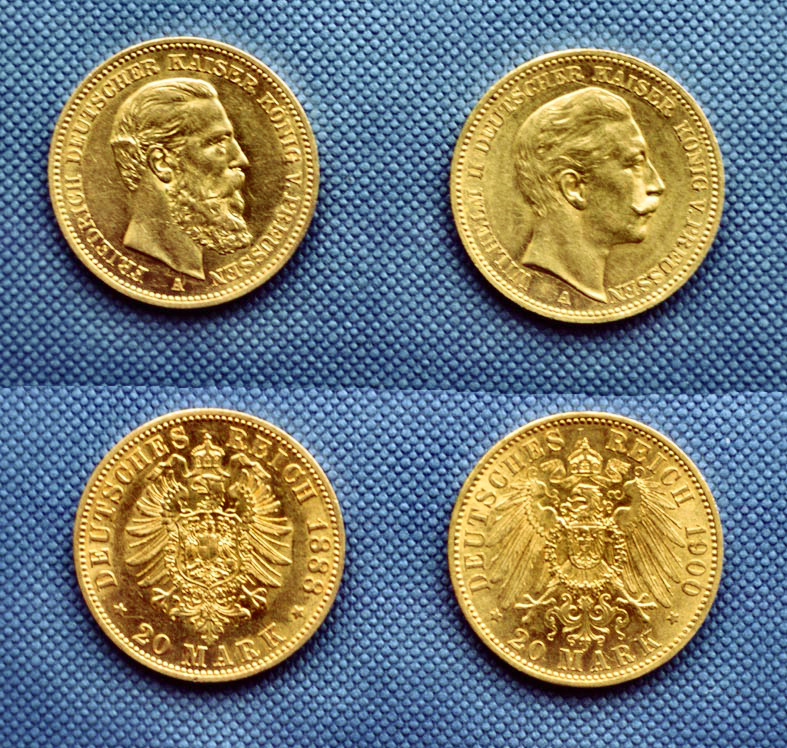
Goldmünzen zu 20 Mark mit den Porträts der Kaiser Friedrich III. bzw. Wilhelm II. Der Privatbesitz wurde 1923, 1938 und 1945 für illegal erklärt.

Am 25. August 1923 hatte Reichspräsident Friedrich Ebert (SPD) erstmals eine Herausgabepflicht für Goldmünzen verkündet, die für acht Jahre Bestand hatte. Am 16. August 1938 war die Außerkurssetzung aller Goldmünzen des Deutschen Reiches abgeschlossen. Sie galten nicht mehr als gesetzliches Zahlungsmittel und wurden von der Reichsbank nicht mehr in Zahlung genommen. Deren Besitz wurde – von wenigen Sammlerexemplaren abgesehen – erneut für illegal erklärt und stand unter Strafandrohung. Am 1. Januar 1940 erfolgte auch die Außerkurssetzung der letzten Silbermünzen des Deutschen Reiches. 1945 verhängten die Hauptsiegermächte des Zweiten Weltkrieges in Deutschland eine Ablieferungspflicht, die erst zehn Jahre später außer Kraft gesetzt wurde. Seit August 1914 waren Goldmünzen jedoch schon längst endgültig aus dem Geldumlauf verschwunden und wurden in vielen Familien – neben den Silbermünzen – als Erinnerung an eine bessere Zeit aufbewahrt.
| Außerkurssetzung | Name         | Nennwert              | Reichsgesetzblatt     |
| ---------------- | ------------ | --------------------- | --------------------- |
| 1. Oktober 1900  | Goldmünzen   | 5 Mark                | RGBl. 1900, S. 253    |
| 1. Januar 1902   | Silbermünzen | 20 Pfennig            | RGBl. 1901, S. 486    |
| 1. Oktober 1908  | Silbermünzen | 50 Pfennig            | RGBl. 1908, S. 464    |
| 1. Januar 1921   | Silbermünzen | ½, 1, 2, 3 und 5 Mark | RGBl. 1920, S. 521    |
| 1. Oktober 1934  | Silbermünzen | 3 Mark und 3 RM       | RGBl. I 1934, S. 595  |
| 1. April 1937    | Silbermünzen | 1 Mark, 1 RM und 5 RM | RGBl. I 1936, S. 1156 |
| 16. August 1938  | Goldmünzen   | 10 und 20 Mark        | RGBl. I 1938, S. 901  |
| 1. Januar 1940   | Silbermünzen | 2 RM                  | RGBl. I 1939, S. 2234 |

##### Verbot durch die Besatzungsmächte
Nach dem Ende des Zweiten Weltkriegs wurde von den Besatzungsmächten der Alliierte Kontrollrat als höchste Regierungsgewalt in Deutschland eingesetzt. Am 20. September 1945 erließ der Kontrollrat die Proklamation Nr. 2 unter dem Titel „Zusätzliche an Deutschland gestellte Forderungen“, in der eine absolute Sperre über ausländische Vermögenswerte aller Personen, die in Deutschland wohnhaft oder geschäftlich tätig sind, verhängt und die Ablieferung von Gold, Silber und Platin sowie aller ausländischen Banknoten und Münzen an die Alliierten gefordert wurde (Abschn. V Nr. 14 und 15).
Die abgelieferten Devisen und Edelmetalle wurden später, soweit sie den Besatzungsbehörden verwertbar erschienen, von diesen bei den als Verwahrern für die Besatzungsmacht fungierenden Reichsbankanstalten (Landeszentralbanken) abgeholt, ohne dass hierfür ein anderer Rechtsgrund angeführt wurde als der einer Reparationszahlung kraft der tatsächlichen militärischen Gewalt. Ihren [nachträglichen] rechtlichen Niederschlag fand diese gewaltsame Wegnahme in Artikel 1 Nr. 1 (b) des Gesetzes Nr. 63 der Alliierten Hohen Kommission vom 31. August 1951.
Das Verbot des privaten Edelmetallbesitzes war nicht sehr effektiv. Gold- und Silbermünzen waren nach dem Krieg nicht mehr im regulären Umlauf, ihre Außerkurssetzung und Einziehung waren bereits zum 1. Januar 1940 erfolgt. Die wenigen Privatpersonen, die noch im Besitz von Edelmetallen waren, ignorierten die Ablieferungspflicht. Die Proklamation Nr. 2 wurde für die Bundesrepublik Deutschland außer Wirkung gesetzt durch Artikel 2 des Gesetzes Nr. A-37 der Alliierten Hohen Kommission vom 5. Mai 1955 (ABl. AHK S. 3267) und für die DDR durch Beschluss des Ministerrats der UdSSR über die Auflösung der Hohen Kommission der Sowjetunion in Deutschland vom 20. September 1955. Damit unterlag der Privatbesitz von Gold in Deutschland nach 32 Jahren keinen Beschränkungen und Verboten mehr.

#### Frankreich 1936 bis 1937
In Frankreich gewann am 3. Mai 1936 die Volksfront unter der Führung des Sozialisten Léon Blum (SFIO) die Parlamentswahlen. Weil viele Investoren sozialistische Experimente fürchteten, setzte eine Massenflucht aus dem französischen Franc ein. Am 25. September 1936 stellte die Banque de France ihre Goldeinlösepflicht für ihre Noten ein und wertete die Währung ab.
Um den Gold- und Devisenabfluss zu stoppen, beschloss die Regierung das Währungsgesetz vom 1. Oktober 1936. Das neue Gesetz verzichtete auf eine starre Relation zum Gold. Stattdessen wurde ein elastisches Verhältnis von 49 Milligramm 900/1000 fein als Obergrenze und von 43 Milligramm 900/1000 fein als Untergrenze gewählt, was einer Abwertung von 25,19 Prozent bzw. 34,35 Prozent entsprach.
Artikel IV des Gesetzes verhängte eine Zwangsabtretung von Devisen, ausländischen Wertpapieren und Gold an den Währungsstabilisierungsfonds (Fond de stabilisation des changes). Privatpersonen mussten ihren Goldbesitz, soweit er 200 Gramm Feingold überstieg und nicht industriellen oder kommerziellen Zwecken diente, entweder bis 1. November 1936 der Notenbank zugunsten des Fonds verkaufen, und zwar zum alten Preis, oder sie mussten ihr Gold bis zum 15. November 1936 beim Schatzamt (Trésor) anmelden und eine Wertzuwachssteuer von 100 Prozent bezahlen.
Da die Goldangebote und -anmeldungen bescheiden blieben – namentlich die im Ausland gehaltenen Bestände kehrten zum größten Teil nicht zurück –, sah sich die Regierung zu einem schrittweisen Zurückweichen veranlasst. Mitte Dezember 1936 wurde zunächst die Frist zum Verkauf bzw. zur Anmeldung bis zum 1. Februar 1937 verlängert. Gleichzeitig bot die Regierung den Goldbesitzern eine Anleihe zu 3,5 Prozent mit dreijähriger Laufzeit und einem Rückzahlungskurs von 140 an.
Diese Konzession reichte den Goldbesitzern aber noch nicht aus. Wohl entsprach der Rückzahlungskurs ungefähr dem Wertzuwachs in Gold, doch erschien die Verzinsung ungenügend, und eine Notierung der Anleihe an der Pariser Börse war nicht vorgesehen. Am 1. Juli 1937 hob die Regierung unter Premierminister Camille Chautemps (Parti radical) die Bestimmungen des Währungsgesetzes vom 1. Oktober 1936 zum Goldverbot auf.

#### Großbritannien 1966 bis 1971

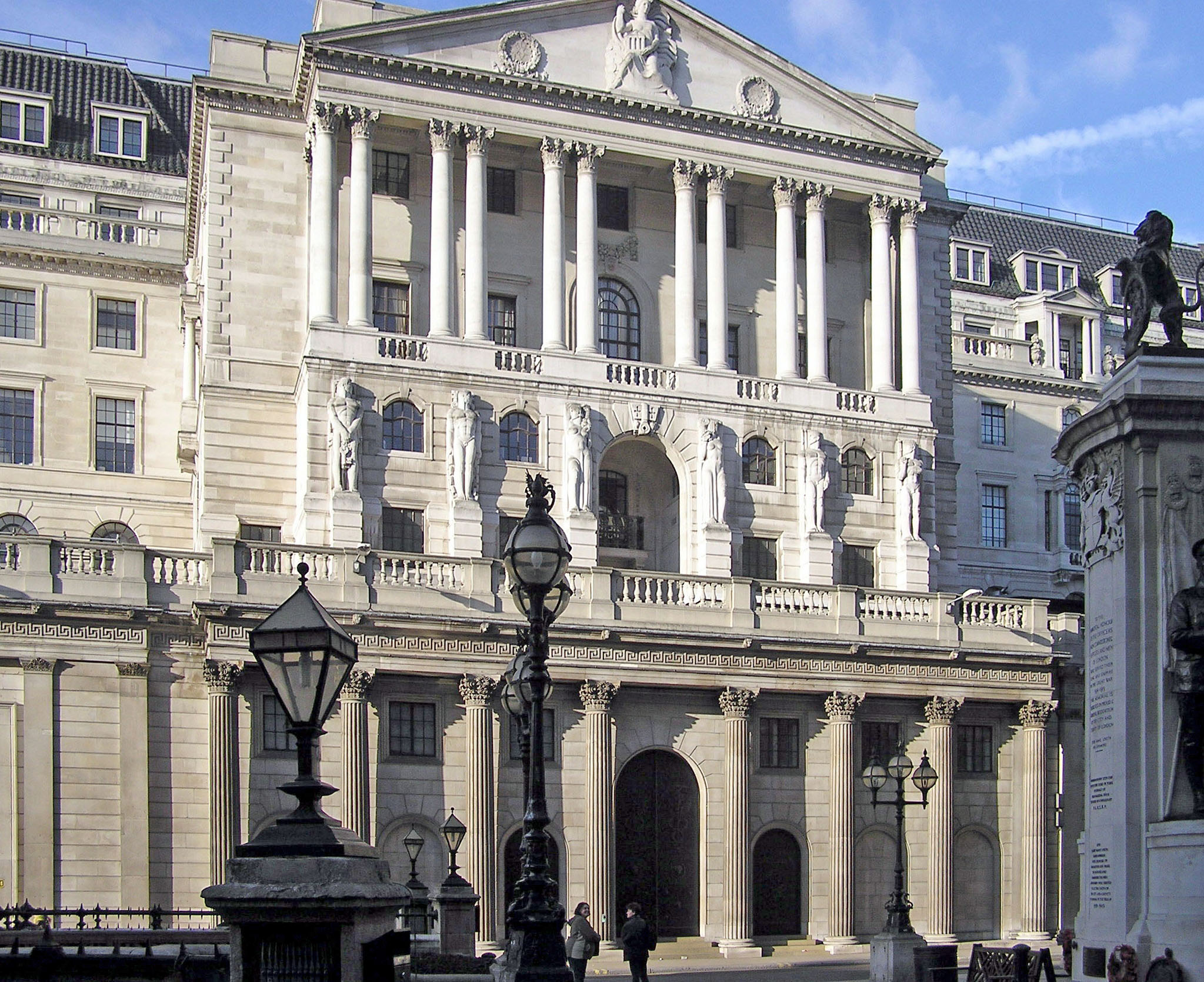
Gebäude der Bank of England

Aufgrund der Zunahme des Goldverbrauchs für industrielle Zwecke und der Abnahme der staatlichen Goldreserven erließ die britische Labour-Regierung unter Premierminister Harold Wilson am 27. April 1966 ein Gesetz, das die Prägung von Medaillen und Gedenkmünzen aus Gold verbot. Ausgenommen von diesem Verbot waren nur Erzeugnisse für den Export und für Sieger von Sportveranstaltungen.
Außerdem wurde jedem britischen Bürger untersagt, Goldmünzen zu erwerben oder weiterhin mehr als vier Goldmünzen zu besitzen. Alle übrigen Münzen sollte er der Bank of England abliefern, die es für die Deckung des Pfund Sterling brauchte. Eine Ausnahme bildeten Münzen, die vor 1838 geprägt wurden. Sammler konnten sich bei der Zentralbank eine Sondergenehmigung einholen.
Das Verbot fiel in eine Zeit, als die Bevölkerung verstärkt in Goldmünzen investierte. Im Vorgriff auf die Einführung des Dezimalsystems als Münzordnung am 15. Februar 1971 nahm das Interesse in der Sammlung aller Arten von britischen Münzen zu. Der Import von Goldmünzen stieg stark an. Wurden 1960 noch Goldmünzen im Wert von 62.000 Pfund Sterling eingeführt, so lag der Wert 1965 schon bei 8.582.000 Pfund Sterling.
Die Umsätze der privaten Goldhändler sanken nach dem Besitzverbot auf dem heimischen Markt. Am 1. April 1971 setzte die Regierung unter dem konservativen Premierminister Edward Heath die sogenannte Exchange Control (Gold Coins Exemption) Order von 1966 außer Kraft.

#### Indien 1963 bis 1990

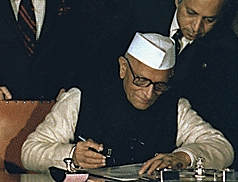
Finanzminister Morarji Desai erklärte 1963 den privaten Goldbesitz für illegal.

Die indische Regierung unter Premierminister Jawaharlal Nehru kontrollierte bereits seit 1947, dem Ende der britischen Kolonialherrschaft, den Goldmarkt und steuerte die Ex- und Importe wie auch den Vertrieb, die Herstellung, den Verkauf und den Besitz von Gold. Nach dem Indisch-Chinesischen Grenzkrieg im Herbst 1962 und dem Verlust von Devisenreserven erließ die Regierung mehrere Gesetze und Verordnungen, um die Devisenlage zu verbessern.
Die Bedrohung an der Grenze hatte eine wachsende Opferbereitschaft im Volk gezeigt. Die Spenden an Geld, Gold und Schmuck wurden auf über eine Milliarde indische Rupien geschätzt. Die im November 1962 von der Reserve Bank of India lancierten Verteidigungsbonds und eine neue Goldanleihe, die zu 6,5 Prozent mit fünfzehnjähriger Laufzeit aufgelegt wurde, brachten jedoch nicht den gewünschten Erfolg.
Am 9. Januar 1963 erließ Finanzminister Morarji Desai eine Notverordnung (Gold Control Act), durch die natürliche Personen, Gesellschaften und religiöse Institutionen veranlasst wurden, ihren Goldbesitz anzumelden. Ausgenommen war lediglich Schmuck. Der Goldbesitz wurde grundsätzlich für illegal erklärt. Ausnahmen mussten gesondert genehmigt werden. Goldschmuck durfte künftig nur noch 14 Karat ausmachen, was einem Feingehalt von 585 Tausendstel entsprach, während bisher der übliche indische Goldschmuck einen Feingehalt von 900 Tausendstel hatte. Frei war nur noch der Besitz von 50 Gramm Gold (bzw. 20 Gramm bei Jugendlichen) in nicht zu Schmuck verarbeitetem Zustand.
Die indische Regierung versuchte mit diesem Goldgesetz sowohl die gehorteten Goldvorräte zum Vorschein zu bringen wie auch dem Goldschmuggel einen Riegel vorzuschieben, der seit vielen Jahren erhebliche Mengen Devisen heimlich außer Landes geführt hatte. Am 6. Juni 1990 beschloss die Regierung unter Premierminister Vishwanath Pratap Singh den Gold (Control) Repeal Act, mit dem das Gesetz von 1963 (in der Fassung vom 1. September 1968) außer Kraft gesetzt wurde.

#### USA 1933 bis 1974

##### Besitzverbot im Inland

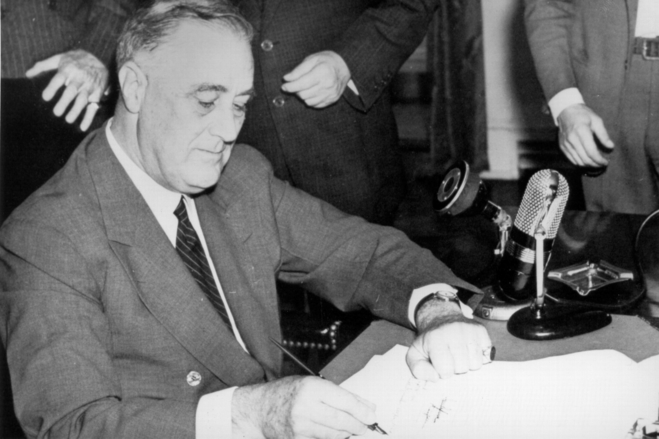
Präsident Franklin D. Roosevelt verbot 1933 den privaten Goldbesitz im Inland.

Am 6. März 1933 verbot Präsident Franklin D. Roosevelt den Banken während der angeordneten Bankfeiertage die Auszahlung von Gold und den Handel mit Devisen. Drei Tage später wurde dem Präsidenten mit dem „Emergency Banking Act“ erlaubt, Einfluss auf den Gold- und Devisenhandel auszuüben. Mit diesen Vollmachten wollte die Regierung den Abzug von Gold aus den USA unterbinden. In den ersten Monaten des Jahres 1933 hatten viele Bankkunden ihre Goldreserven aus den Schließfächern geholt und horteten sie privat oder schafften sie nach Europa.
Am 5. April 1933 unterzeichnete der Präsident die Executive Order 6102, wonach der private Goldbesitz ab dem 1. Mai 1933 in den USA verboten wurde: „Kraft der mir übertragenen Vollmacht aus Abschnitt 5 (b) des Gesetzes vom 6. Oktober 1917, geändert durch Abschnitt 2 des Gesetzes vom 9. März 1933 mit dem Titel „Maßnahmen zur Bekämpfung des Notstandes bei Banken und für andere Zwecke“, in denen der Kongress einen ernsthaften Notstand erklärte, verkünde ich, Franklin D. Roosevelt, als Präsident der Vereinigten Staaten von Amerika, dass der nationale Notstand nach wie vor existiert und entsprechend der Verordnung tritt damit das Verbot des Hortens von Goldmünzen, Goldbarren und Goldzertifikaten durch Personen, Gesellschaften, Vereinigungen und Firmen innerhalb der kontinentalen Vereinigten Staaten in Kraft.“
Das gesamte private Gold (Münzen, Barren und Zertifikate) musste bei staatlichen Annahmestellen innerhalb von 14 Tagen zum festen Goldpreis von 20,67 US-Dollar pro Feinunze abgegeben werden. Ausnahmen bildete Gold, das für industrielle Zwecke, Kunst oder Handwerk benötigt wurde, sowie Goldmünzen und -zertifikate, die den Wert von 100 US-Dollar (inflationsbereinigt 2.420,89 US-Dollar) nicht überschritten. Das Besitzverbot war auf das Inland beschränkt, Goldbestände im Ausland waren nicht betroffen.
Goldbesitzer, die ihr Edelmetall freiwillig abgaben, erhielten eine Abfindung. Entdeckte dagegen der Staat Gold bei einer angeordneten Durchsuchung, enteignete er dieses entschädigungslos. Ein bevorzugtes Ziel von Durchsuchungen waren Tresore und Schließfächer in Banken. Sie wurden versiegelt und durften nur im Beisein eines Beamten der Bundessteuerbehörde der Vereinigten Staaten (Internal Revenue Service) geöffnet werden. Die Besitzer waren der Regierung durch Bank- und Versicherungsbelege bekannt.
Bei einem Verstoß gegen diese Verordnung konnte eine Geldstrafe von bis 10.000 US-Dollar (inflationsbereinigt 242.089 US-Dollar) oder eine Gefängnisstrafe von bis zu zehn Jahren verhängt werden oder beides. Durch die Festlegung der Freigrenze von 100 Dollar, was etwa 5 Feinunzen Gold entsprach, war der größte Teil der Bevölkerung vom Verbot nicht betroffen. Deshalb gab es auch kaum Widerstand gegen die Konfiskation. Am 31. Januar 1934 hob die Regierung den Goldpreis auf 35,00 Dollar je Feinunze an. Den Bürgern, die der Anordnung Folge leisteten, entging ein Aufwertungsgewinn von 69 Prozent. Allerdings lieferte auch nur ein Teil der Bevölkerung ihr Gold ab – nach einigen Schätzungen etwa ein Drittel.

##### Besitzverbot im Ausland

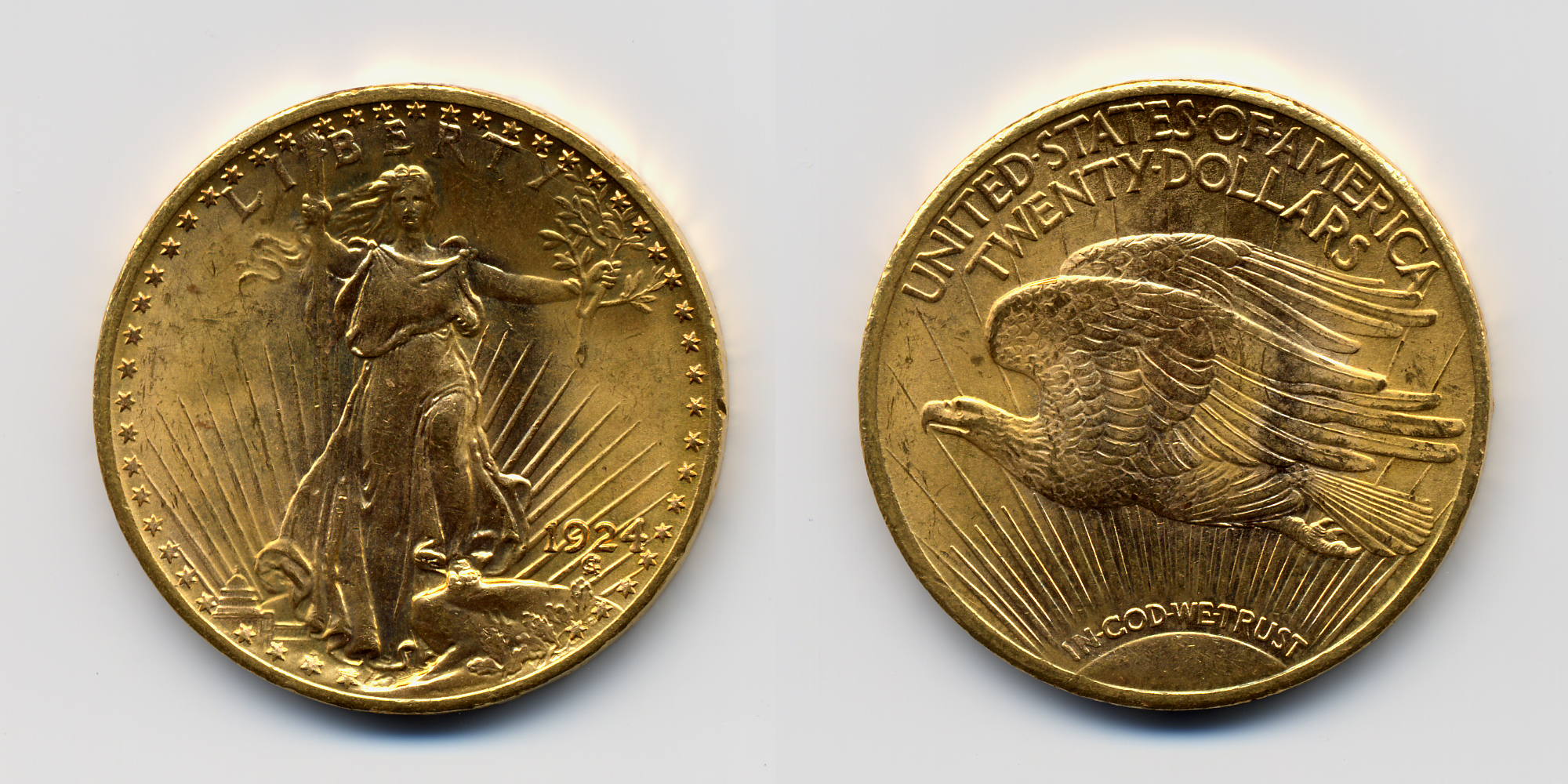
St. Gaudens Double Eagle von 1924. Der Preis stieg nach dem Besitz- und Importverbot von 1962.

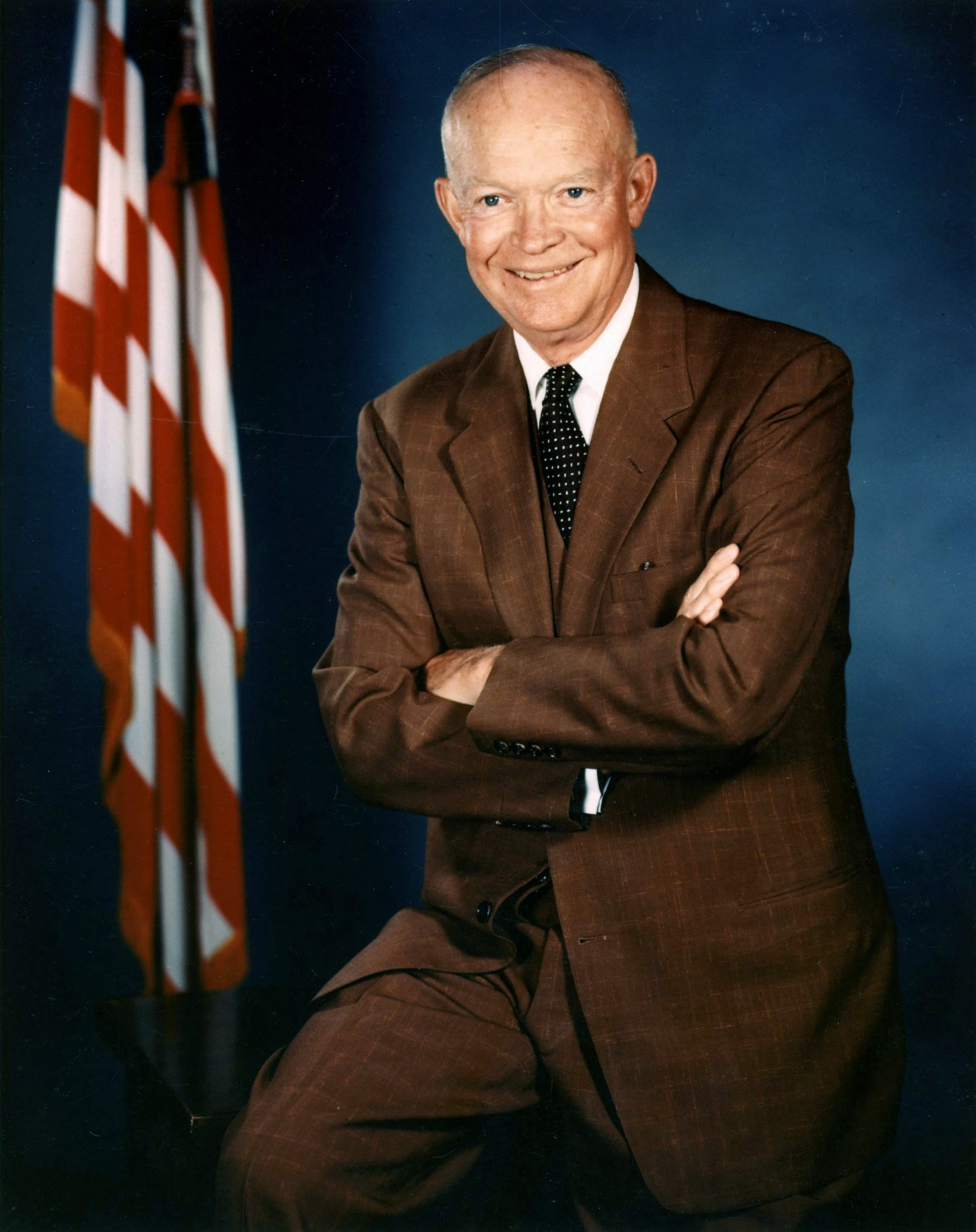
Präsident Dwight D. Eisenhower verbot 1961 auch den privaten Goldbesitz von US-Bürgern im Ausland.

Um den Goldabfluss aus den USA zu stoppen, dehnte Präsident Dwight D. Eisenhower am 14. Januar 1961 mit der Executive Order 10905 das bisher auf das Inland beschränkt gewesene Verbot des privaten Goldbesitzes auf die von US-Bürgern im Ausland unterhaltenen Goldbestände aus. Es war allen US-Bürgern und Unternehmen untersagt, Goldbestände oder gegen Gold einlösbare Wertpapiere (Goldzertifikate) in ausländischen Depots zu halten und sich am Goldhandel zu beteiligen. Bis zum 1. Juni 1961 mussten alle Golddepots aufgelöst werden. Bei Verstößen gegen dieses Verbot drohten empfindliche Geldstrafen von bis zu 10.000 US-Dollar oder Gefängnisstrafen von bis zu zehn Jahren. Von diesem Verbot waren seltene Goldmünzen ausgenommen.
Die Regierung hob hervor, dass der Jurisdiktion der USA auch „alle wo immer eingetragenen oder ihr Geschäft betreibenden Firmen, Partnerschaften, Organisationen etc. unterliegen, die unmittelbar oder mittelbar US-Bürgern gehören oder von diesen durch Kapitalbeteiligung oder sonstwie kontrolliert werden“. Das bedeutete, dass zum Beispiel Ford Deutschland oder Opel kein Gold besitzen durften, obwohl die deutschen Gesetze das erlaubten. Weder die westdeutsche Bundesregierung noch die Regierungen in Frankreich oder Großbritannien protestierten gegen diesen weltweiten Machtanspruch, denn der Goldbesitz schien unwichtig.
Der private Goldhandel wurde auch in den folgenden Jahren, sei es legal, illegal oder toleriert, fortgesetzt. In steigendem Maße machten die Bürger von der Möglichkeit Gebrauch, vor 1933 geprägte Goldmünzen aus dem Ausland unbeschränkt einzuführen. Am 20. Juli 1962 verbot Präsident John F. Kennedy mit der Executive Order 11037 den Besitz dieser Goldmünzen im Ausland, wie auch ihren Import in die USA. Alle im Ausland lebenden US-Bürger sollten die in ihrem Besitz befindlichen Goldmünzen bis zum 1. Januar 1963 in die USA zurückbringen. Diese Maßnahme war notwendig, so die Begründung der Regierung, um der zunehmenden Fälschung und Nachprägung amerikanischer Goldmünzen entgegenzutreten.
Die Preise für Goldmünzen stiegen in den USA, nachdem die legale Einfuhr verboten wurde. So wurde für den St. Gaudens Double Eagle (20-Dollar-Stück), der 1962 einen Goldwert von 33,86 Dollar hatte, Ende März 1966 ein Preis von 52,50 bis 55,00 Dollar im Handel gezahlt, das bedeutete einen Aufschlag von 55 bis 62 Prozent. Dieser Kurs war nicht weit entfernt von dem, der auf dem Schwarzmarkt gezahlt wurde, wo dasselbe Stück zu rund 63 Dollar gehandelt wurde.
Die Verordnung erzielte nicht den gewollten Effekt, sondern erreichte genau das Gegenteil. Sie ließ die Schmugglertätigkeit an der kanadischen und mexikanischen Grenze sowie den Lufttransport zu einem neuen lukrativen Geschäft werden. Gleichzeitig führte sie zu einer Kapitalflucht durch unkonzessionierten Kauf dieser Münzen im Ausland. Das Goldverbot von 1933 hatte für 41 Jahre Bestand, bis es am 31. Dezember 1974 durch die Executive Order 11825 von Präsident Gerald Ford aufgehoben wurde.